# N.S.F.M.C (Not Suitable For Mass Consumption)
N.S.F.M.C (Not Suitable For Mass Consumption) är debut EP:n av den nedlagda svenska trance-duon Antiloop. Det släpptes i maj 1995 av Fluid Records, och nådde plats 33 på Sverigetopplistan.
EP:n innehåller original-versionen av låten "Beauty And The Beast", som senare släpptes som en singel med namnet "I Love You (Beauty And The Beast)".
Texten i "Beauty And The Beast", är samplad från Jam & Spoons "Neurotrance Adventure".
Kattljudet i "Talkin' Love With Nature" är samplat från Deee-Lites "Pussycat Meow".

## Låtlista
Alla låtar är skrivna och komponerade av Antiloop. 
| Nr           | Titel                    | Längd |
| ------------ | ------------------------ | ----- |
| 1.           | Beauty And The Beast     | 4:55  |
| 2.           | Polythene                | 4:31  |
| 3.           | Talkin' Love With Nature | 6:56  |
| 4.           | We Are Not Brothers      | 6:39  |
| Total längd: | Total längd:             | 23:01 |

## Medverkande
Platser
- Inspelad i studion Vår Lilla Studio, Stockholm.

Musiker
- David Westerlund – Huvudproducent
- Robin Söderman – Huvudproducent

## Listplacering
| Land                        | Placering |
| --------------------------- | --------- |
| Sverige (Sverigetopplistan) | 33        |